# Франкенштајн (филм из 1910)
Франкенштајн (енгл. Frankenstein) је амерички кратки неми хорор филм из 1910. године, режисера и сценаристе Џ. Сирла Доулија, заснован на роману Франкенштајн или модерни Прометеј Мери Шели. Филм се сматра првом адаптацијом Шелиног дела, а продуцирао га је  Томас Едисон. Мала глумачка екипа, која није потписана на преживелим копијама из 1910. године, укључује Огастуса Филипса, Чарлса Огла и Мери Фулер.

## Радња
Описан као „либерална адаптација чувене приче госпође Шели”, филм приказује младог Франкенштајна (његово име у књизи, Виктор, није поменуто у филму) који открива „мистерију живота” након две године на универзитету. Он даје живот створењу направљеним мешањем различитих хемикалија, а чудовиште прати Франкенштајна назад до куће његових родитеља. Закључак, потпуно другачији од књиге Мери Шели, показује како створење нестаје након што је угледало сопствени одраз у огледалу, а да није убило Викторовог млађег брата или његову вереницу Елизабет, као што се догодило у роману.
Опис радње филма у издању студијског часописа Едисон Кинетограм из 1910. године даје значајне детаље о овој екранизацији:
Франкенштајн, млади студент, виђен је како се опрашта од своје драгане и оца, док одлази од куће да би уписао колеџ, где ће студирати науке. Убрзо по доласку на колеџ, он постаје заокупљен мистеријама живота и смрти до те мере да заборавља практично све остало. Његова велика амбиција је да створи људско биће и коначно једне ноћи његов овај сан се остварује. Уверен је да је пронашао начин да створи најсавршеније људско биће које је свет икада видео. Видимо како његов експеримент почиње и развија се. Формирање ужасног чудовишта из ужарених хемикалија огромног котла у Франкенштајновој лабораторији је вероватно најчуднија, мистификујућа и најфасцинантнија сцена икада приказана на филму. На Франкенштајнов ужас, уместо да створи чудо физичке лепоте и грациозности, пред његовим очима и пред публиком се открива ужасно, језиво, одвратно чудовиште. Када схвати шта је урадио, Франкенштајн одјури из собе, а изобличено чудовиште га посматра кроз завесе његовог кревета. Он пада у несвест на под, где га проналази његов слуга, који га опоравља.
После неколико недеља болести, враћа се кући као сломљен и уморан човек, али, под бригом оца и драгане, враћа здравље и снагу и почиње да гледа мање морбидно на живот. Другим речима, прича филма открива чињеницу да је стварање чудовишта било могуће само зато што је Франкенштајн дозволио да његов нормалан ум надвладају зле и неприродне мисли. Његов венчање ће се ускоро одржати. Али једне вечери, док седи у својој библиотеци, има прилику да погледа у огледало испред себе и угледа одраз чудовишта које је управо отворило врата његове собе. Обузима га сав ужас прошлости и, бојећи се да његова драга не сазна истину, поручује чудовишту да се сакрије иза завесе док журно наводи своју вереницу, која тада улази, да остане само на тренутак. Затим следи снажна, драматична сцена. Чудовиште, које прати свог творца са преданошћу пса, лудо је љубоморно на било кога другог. Он из Франкенштајновог капута отима ружу коју му је поклонила његова драга и у борби баци Франкенштајна на под, ту чудовиште подиже поглед и први пут се суочава са сопственим одразом у огледалу. Ужаснут сопственим одразом, он бежи у страху из собе. Не могавши, међутим, да живи одвојено од свог творца, он поново долази у кућу прве брачне ноћи и, тражећи узрок своје љубоморе, одлази у невестину собу. Франкенштајн који улази у главну просторију чује врисак ужаса, који је тренутак потом праћен његовом невестом која је утрчала и пала у несвест пред његове ноге.

Овде долази поента коју смо покушали да истакнемо, а то је: када Франкенштајнова љубав према његовој невести добије пуну снагу и ослобођење од нечистоће, то ће имати такав ефекат на његов ум да чудовиште неће моћи да постоји. Ова теорија је јасно демонстрирана у следећој и завршној сцени, која вероватно никада није била надмашена ни у чему приказаном на филмском платну. Чудовиште, сломљено неуспелим покушајима да буде са својим творцем, улази у собу, стаје пред велико огледало и молећиво испружи руке. Постепено, право чудовиште нестаје, остављајући само одраз у огледалу. Тренутак касније улази и сам Франкенштајн. Док стоји директно испред огледала, задивљени смо када видимо рефлектовану слику чудовишта уместо Франкенштајнове. Постепено, међутим, под дејством љубави и његове боље природе, лик чудовишта бледи и Франкенштајн види себе у својој младој мушкости у огледалу. Његова невеста му се придружује, а филм се завршава њиховим загрљајем, а Франкенштајнов ум је сада ослобођен ужаса и тежине под којима је толико дуго радио.

## Улоге
| Глумац         | Улога        |
| -------------- | ------------ |
| Огастус Филипс | Франкенштајн |
| Чарлс Огл      | чудовиште    |
| Мери Фулер     | Елизабет     |